# Amy Bakaloff Courvoisier
Amy Bakaloff Courvoisier (Kyoustendil, 29 juin 1907 - Paris 13e, 11 avril 1984), d'origine bulgare et de nationalité française et vénézuélienne, a vécu en France, au Venezuela, puis au Brésil où il a exercé ses talents de journaliste, poète, d'écrivain et critique de cinéma. Il a contribué à l'essor du cinéma français à l'étranger en tant que représentant pour Unifrance du cinéma français en Amérique Latine.
Pendant ses années de jeunesse à Paris, il s'est engagé activement dans la résistance intérieure française contre l'occupation allemande.
Amy Bakaloff Courvoisier a légué ses livres et ses archives personnelles traitant de cinéma à la Cinémathèque nationale du Venezuela.

## Enfance, jeunesse et études
Amy Bakaloff Courvoisier naît le 29 juin 1907 à Kyoustendil en Bulgarie. Son père, Gospodin Ivanoff Bakaloff, est un juriste bulgare et son oncle Georgi Bakaloff est un écrivain activiste politique communiste. Sa mère, Aimée Jaquet Courvoisier est française. Son père s'étant exilé à Paris entre 1925 et 1932, Amy y entreprend des études de droit, de littérature et d'histoire de l'art à la Sorbonne[réf. souhaitée].
Il se lie d'amitié avec le groupe des surréalistes et plus particulièrement avec les écrivains et poètes Paul Éluard, André Breton, Robert Desnos, Georges Hugnet, ainsi qu'avec les peintres Pablo Picasso, Victor Brauner, Óscar Domínguez, Oswaldo Vigas et Salvador Dalí.
Dans la période de l'entre-deux-guerres, il fait la connaissance de sa future épouse allemande Ruth Bessoudo Courvoisier lors d'un échange d'étudiants entre la France et l'Allemagne[réf. souhaitée].

## À Paris sous l'occupation allemande
Entre 1940 et 1944, Amy Bakaloff Courvoisier entre dans les réseaux clandestins de la Résistance. Refusant d'exercer son métier de journaliste pour l'occupant, il commence par être rédacteur pour la Radio nationale (appelée Radio Vichy), puis il entre dans le réseau résistant « Pavillons noirs » sous le pseudonyme de Jean Jaquet. Il aide comme interprète car il parle parfaitement le russe et le bulgare, il cache des évadés et du matériel et il fournit des renseignements aux Alliés.
En 1945, il publie son tout premier recueil de poèmes traitant de l'occupation de Paris par les troupes allemandes Sombre est noir dédicacé à Paul Éluard et illustré par une eau-forte et deux dessins originaux du peintre Oscar Dominguez. Dans l'un des textes de ces poèmes, il évoque l'hôtel Continental, situé à l'époque au 3 rue de Castiglione à paris, réquisitionné par les nazis, et lieu tragique où est installé le tribunal d'exception :

« l'hôtel Continental est dans la rue Castiglione, L'hôtel Continental est un cimetière, A midi la relève joue le clairon, Voyons Messieurs il faut que l'ordre règne, A l'hôtel Continental on ne fusille pas, on signe simplement l'arrêt de mort, Le baron ne se sert plus de monocle, Il a une bonne vue pénétrante, Il découvre les mobiles avant l'acte, Médité il juge l'acte qu'il dit prémédité, Qu'il dit crime, Il est sentimental, A midi la relève joue le clairon, L'arbre de Noël s'épanouit à l'entrée de l'hôtel Continental, Voyons Messieurs il faut que l'ordre règne, L'ordre des assassins. »

## Au Venezuela
Entre 1947 et 1959, Amy Bakaloff Courvoisier s'installe à Caracas au Venezuela où sa fiancée Ruth Bessoudo le rejoindra en 1952. Passionné par le cinéma, il devient critique pour plusieurs journaux périodiques locaux comme La Tarde, Ultimas Noticias, Elite. Il crée à Caracas le premier ciné-club du Venezuela. Il initie également la première revue entièrement consacrée au cinéma Cine Venezuela ainsi que le premier festival du film au Venezuela, en collaboration avec le français Gaston Diehl, attaché culturel auprès de l'ambassade du Venezuela dans les années 1950,.
En 1955, il est engagé par la société Unifrance pour promouvoir le cinéma français à l'étranger et en devient le délégué pour l'Amérique Latine. Dans ce contexte, il fait la connaissance du réalisateur Luis Buñuel à Mexico avec lequel il noue une grande amitié.
Cette période au Venezuela est entrecoupée de nombreux voyages en Europe et dans le monde entier, séjours pendant lesquels Amy et Ruth (devenue son attachée de presse) rencontrent des acteurs, des réalisateurs et des producteurs de films ainsi que des personnalités du monde de la littérature et des arts. Ils fréquentent le festival de Cannes ainsi que le festival de Berlin chaque année. Ruth et Amy reçoivent, en 1957, la visite de  Wifredo Lam, peintre surréaliste et ami de Pablo Picasso. Pendant ce séjour, ils visitent le Parque nacional Canaïma au Venezuela où Wifredo Lam découvre sur site le lieu qui l'avait déjà inspiré grâce à un roman du vénézuélien Romulo Gallegos pour sa série de peintures intitulées Canaïma datant de 1946 et 1947.
Il fait la connaissance du peintre Oswaldo Vigas et publie un long article sur cet artiste devenu son ami dans la revue Elite daté du 2 novembre 1957,.

## Au Brésil
Le travail d'Amy Bakaloff Courvoisier pour Unifrance est la cause de son départ pour Rio de Janeiro au Brésil en 1960, nouveau port d'attache d'où il va poursuivre ses nombreux voyages à travers le monde.
Il épouse Ruth Bessoudo à l'occasion d'un voyage à Caracas le 13 décembre 1961.
Son travail pour Unifrance à Rio de Janeiro, l'amène dans ces années 1960 à présenter les films français de la nouvelle vague au public brésilien. Il reçoit à Rio de nombreux acteurs et réalisateurs comme les acteurs Claude Jade, Jean-Paul Belmondo, le réalisateur François Truffaut.
Il publie ses deux premiers livres rédigés en espagnol : Dialogando por el mundo De Chaplin a Hemingway édition EDIME collection Cantaclaro - 1961 où il retranscrit les interviews qu'il a obtenu d'acteurs, de réalisateurs et d'écrivains, et Cinema 7° cielo hoy y hayer éditions EDIME collection Cantaclaro - 1960 où il s'exprime sur ses films et acteurs préférés. Il publie cinq autres recueils de poésies en français : Je ne parle pas javanais éditions Saint Germain des Prés - Paris 1971 illustré par deux gravures de son épouse Ruth, Quelques tableaux de ma chambre racontent éditions Saint Germain des Prés - Paris 1973,  Terre fumée Patagonie éditions Saint Germain des Prés - Paris 1974, La flûte de cet indien Cochabamba éditions Saint Germain des Prés - Paris 1976, Jacaré solitaire éditions Saint Germain des Prés, collection Haute - Paris 1979 illustré par 4 gravures originales de son épouse Ruth. Il publie également des poèmes dans des ouvrages collectifs : La poésie, anthologie éditions Saint Germain des Prés - Paris 1975, Vagabondages, adolescence éditions atelier Marcel Jullian 1978.
Le 2 mars 1978, il est nommé chevalier de l'ordre des arts et des Lettres par le ministre français de la Culture Michel d'Ornano,.[réf. souhaitée]

## Retour final à Paris
Au début des années 1980, sa santé décline et, avec son épouse, ils décident de revenir à Paris.
Le 11 avril 1984, il décède à l'hôpital de la Pitié-Salpêtrière à l'âge de 76 ans. En mémoire d'un évènement marquant de sa vie de résistant, alors qu'il était poursuivi par une patrouille allemande au pont des Arts à Paris, ses cendres y sont jetées à la Seine par ses proches comme il l'avait souhaité.

## Œuvres
- (bg) Terre ronde, Sofia, P. Glouchkoff, 1940, 77 p.
- L'Honneur des poètes II Europe, Paris, éditions de Minuit, ouvrage collectif publié clandestinement, un poème d'Amy Bakaloff Partisans, section d'assaut rubrique Bulgarie, mai 1944.
- L'Éternelle revue, no 2 de Paul Eluard, un poème de Jean Jaquet (pseudo), ouvrage collectif paru clandestinement, éditions de la Jeune Parque, Paris, juillet 1944.
- Sombre est noir, Paris, in-4° en feuilles, papeteries de la Hulpe (numérotés de I à XIII), papeteries Ruysscher (numérotés de A à S), Vélin du Marais (numérotés de 1 à 200), 1945, orné d’une gravure à l’eau-forte et de deux dessins de Óscar Domínguez, (« présentation en ligne » (en)) [b].
- (es) Dialogando por el mundo de Chaplin a Hemingway, Caracas, imprimé en Espagne (Madrid), Edime, coll. « Cantaclaro », 1960.
- (es) Cinema 7° cielo hoy y hayer, Caracas, imprimé en Espagne, Edime, coll. « Cantaclaro », 1961.
- Je ne parle pas javanais, Paris, éditions Saint Germain des Prés, 1971
- Quelques tableaux de ma chambre racontent, Paris, Éditions Saint-Germain-des-Pré, 1973.
- Terre fumée Patagonie, Paris, éditions Saint Germain des Prés, 1974
- La poésie aujourd'hui, anthologie (ouvrage collectif), Paris, éditions Saint Germain des Prés, 1975.
- La flûte de cet indien Cochabamba, Paris, éditions Saint Germain des Prés, 1976.
- Vagabondages no 1 « Adolescence » (ouvrage collectif), Paris, Atelier Marcel Jullian, 1978 (présentation en ligne).
- Jacaré solitaire, Paris, éditions Saint Germain des Prés, coll. « Collection haute », 1979, 34 p. (ISBN 2-243-00720-7).